# Nicholas Savostin
Nicholas Savostin – belgijski brydżysta.

## Wyniki brydżowe

### Olimpiady
Na olimpiadach uzyskał następujące rezultaty:
| Olimpiady brydżowe. Zawody teamów | Olimpiady brydżowe. Zawody teamów | Olimpiady brydżowe. Zawody teamów | Olimpiady brydżowe. Zawody teamów | Olimpiady brydżowe. Zawody teamów | Olimpiady brydżowe. Zawody teamów |
| Rok                               | Miejsce                           | Zawody                            | Kategoria                         | Drużyna                           | Pozycja                           |
| --------------------------------- | --------------------------------- | --------------------------------- | --------------------------------- | --------------------------------- | --------------------------------- |
| 1964                              | Nowy Jork                         | 2. Olimpiada Teamów               | Open                              | Belgium                           | 7                                 |
| 1960                              | Turyn                             | 1. Olimpiada Teamów               | Open                              | Belgium                           | 25                                |

### Zawody światowe
W światowych zawodach zdobył następujące lokaty:
| Mistrzostwa Świata. Konkurencja teamów | Mistrzostwa Świata. Konkurencja teamów | Mistrzostwa Świata. Konkurencja teamów          | Mistrzostwa Świata. Konkurencja teamów | Mistrzostwa Świata. Konkurencja teamów | Mistrzostwa Świata. Konkurencja teamów |
| Rok                                    | Miejsce                                | Zawody                                          | Kategoria                              | Drużyna                                | Pozycja                                |
| -------------------------------------- | -------------------------------------- | ----------------------------------------------- | -------------------------------------- | -------------------------------------- | -------------------------------------- |
| 1962                                   | Cannes                                 | 1. Otwarte Mistrzostwa Świata Teamów Mikstowych | Miksty                                 | Belgium                                | 3                                      |

## Klasyfikacja
- Nicholas Savostin – klasyfikacja WBF (ang.)
- Nicholas Savostin – klasyfikacja EBL (ang.)